# Galavisión
Galavisión es un canal de televisión por suscripción estadounidense con oficinas en Miami, Florida, y es propiedad de TelevisaUnivision. Fue lanzado en 1979 para proporcionar programación en español para el público estadounidense. La cadena no está relacionada con el canal mexicano anterior del mismo nombre, aunque ambos transmiten programación producida por Televisa.
Galavisión transmite principalmente series de comedia antiguas de Televisa, así como varios partidos de fútbol en vivo. Además, transmite tanto en vivo como en diferido los noticiarios de Televisa. Previamente, entre 1988 y 2001 también tuvo en la grilla los informativos de ECO en las mañanas y en las noches.
Hasta febrero de 2015, 68.355.000 de hogares estadounidenses (58.7% de casas con televisión) recibían Galavisión.

## Historia

Logotipo Galavisión usado desde el 12 de abril de 1997 hasta el 7 de noviembre de 2012.

Galavisión se inició el 1 de abril de 1979, como una red de cable premium, transmitiendo una mezcla de películas clásicas y recientes de cine mexicano y otros en español. 
En 1984, la red se convirtió en un canal de entretenimiento general de cable básico que ofrecía una combinación de programación de Televisa y repeticiones o reruns de SIN.
A mediados de los '90, Galavisión fue dirigido por Javier Saralegui y lanzó al aire una mezcla de programas en idiomas español e inglés como Kiki desde Hollywood o Es divertido gracioso. También incorporan producciones de variedad en espectáculos de Miami como A oscuras, pero encendidos, conducido por Paul Bouche. 
Esta estrategia fue complementada con Televisa, produjo programas que primero se transmitieron por Univision, con programas de entretenimiento y algunas noticias de la red de Televisa, noticias ECO, incluyendo el programa de entretenimiento Entertainment Tonight, conducido por Pita Ojeda e Ilia Calderón.
Desde 1997, Galavisión transmitió una combinación de comedia clásica, telenovelas y espectáculos nocturnos de la década de 1970, 1980 y 1990 que se transmitió originalmente por la cadena Univision, con más ofertas de actualidad de noticias, deportes y especiales procedentes de las tres redes de Televisa, Las Estrellas, Foro TV y el Nu9ve, así como los shows producidos por Telehit.

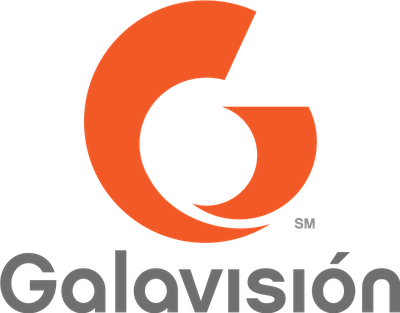
Logotipo Galavisión usado desde el 5 de noviembre de 2012 hasta el 15 de enero de 2024.

Desde 2012 en su más reciente estrategia, la programación de Galavisión transmite producciones originales con espectáculos como Acceso Máximo, En Casa con Lucy, Delicioso (presentado por Ingrid Hoffmann), La Vida Total, Decorando Contigo, Un Destino, Lo Mejor de Boxeo en Esta Esquina, lo mejor de la serie Solo Boxeo de Univision/Unimas. La programación de Televisa también está producida y diseñada para adaptarse a estrictos estándares de emisión. 

### Señal en HD
Galavisión lanzó su propia señal en alta definición el 1 de junio de 2010 en 1080i. DirecTV agregó la señal a su oferta de canales el 15 de agosto de 2013.